# Monte Honaz
Il monte Honaz (in turco Honaz Dağı) è una montagna della Turchia sud-occidentale. Raggiunge un'altitudine di 2.571 m s.l.m.